# Oleni (Karasee)
Oleni (russisch Остров Олений, Ostrov Oleni, dt. „Rentier-Insel“) ist eine 1.197,4 km² große russische Insel der zum Nordpolarmeer gehörenden, südlichen Karasee. Administrativ gehört die unbewohnte Insel zum Rajon Tasowski im Autonomen Kreis der Jamal-Nenzen im Norden der nordsibirischen Oblast Tjumen. Die Insel war vermutlich am Anfang des 17. Jahrhunderts von der Expedition Luka Moskwitins entdeckt worden.

## Geographische Lage
Oleni liegt rund 2 km nordwestlich der Küste der zum asiatischen Festland gehörenden Gydan-Halbinsel, von der sie durch die Oleni-Meerenge getrennt ist, und etwa 30 km südwestlich der Sibirjakow-Insel (zur Region Krasnojarsk gehörend), von der sie durch die ostwärts in den Jenisseigolf überleitende Owzyna-Meerenge getrennt ist, sowie östlich der Jawai-Halbinsel, von der sie durch den Nordteil der dort minimal zirka 38,5 km breiten Gydanbucht getrennt ist. Südlich vorgelagert sind der Oleniinsel die Prokljatye-Inseln und nordnordwestlich liegt in der Karasee die weit entfernte Neupokojewa-Insel.
Die Insel ist maximal 53 km lang, bis zu 27 km breit und ihre Küstenlinie ist 146,3 km lang.
Oleni ist Bestandteil des 1996 eingerichteten Gydan-Sapowednik, eines der größeren Naturschutzgebiete Russlands.

## Landschaftsbild, Fauna und Klima
Die Küste von Oleni ist zum größten Teil flach und kaum zerklüftet, aber besonders im Südosten und Süden von kleinen Buchten durchzogen. Im Norden ist ihr eine kleine Sandbank vorgelagert. Die Insel ist durchweg flach, erreicht maximal 13 m Höhe und ist von kleinen Fließgewässern durchzogen, die in die umliegenden Meerengen, Buchten oder direkt in die Karasee münden. Außerdem gibt es zahlreiche Seen, die zumeist an den Quellen der Fließgewässer liegen, und ausgedehnte sumpfige Gebiete.
Da die Insel in der Vegetationszone Tundra liegt, beschränkt sich die Vegetation auf Moose, Flechten und Gräser. Die Winter sind lang und extrem kalt, die Sommer kurz und kalt. Es herrscht Permafrostboden vor, der in den Sommern zunehmend mehr antaut.

## Bewohner und Fischerei
Auf der Insel gibt es keine ständigen Bewohner, aber im Sommer, wenn das Meer um die Insel weniger oder nicht mehr mit Packeis bedeckt ist, leben in einigen einfachen Hütten Fischer.